# 巴尼亚拉卡拉布拉
巴尼亚拉卡拉布拉（義大利語：Bagnara Calabra），是意大利卡拉布里亚大区雷焦卡拉布里亞廣域市的一个市镇。总面积24平方公里，人口10,469人，人口密度440人/平方公里（2012年）。